# معركة أنسيو
معركة أنسيو، هي إحدى معارك الحملة الإيطالية في الحرب العالمية الثانية التي وقعت بين 22 يناير 1944 (بدءًا من الإنزال البرمائي للحلفاء المعروف باسم عملية شينغل) و5 يونيو 1944 (انتهت بالاستيلاء على روما)؛ وسط معارضة القوات الألمانية للعمليات الإيطالية في منطقتي أنسيو ونيتونو.
قاد الرائد الجنرال الأمريكي جون بي. لوكاس، الفيلق السادس من القوات البرية الأمريكية لتنفيذ العملية في بادئ الأمر، عبر تطويق القوات الألمانية عند خط غوستاف وتمكين الهجوم على روما.
اعتمد الإنزال البرمائي، في الحوض الذي تكون بشكل رئيسي من الأهوار المستصلحة والمحاطة بالجبال، على عنصر المفاجأة والسرعة التي يمكن للغزاة من خلالها تعزيز قوتهم والتغلغل خلف خطوط العدو مقارنةً بالوقت اللازم لأول ردة فعل للمدافعين عن المنطقة وقوتهم. كان يمكن لأي تأخير أن يؤدي إلى احتلال المدافعين للجبال ونصبهم فخًا للغزاة. أدرك اللفتنانت الجنرال مارك وين كلارك، قائد الفيلق الخامس الأمريكي، هذا الخطر، ولكنه لم ينقل تقديره للوضع إلى الرتبة الأعلى، لوكاس، الذي فضل التمركز لفترة أطول لمواجهة هجوم مضاد متوقع. حقق الإنزال الأولي مفاجأةً كبيرةً لم يكن لدى المدافعين الوقت الكافي لاستيعابها. ومع ذلك، فشل لوكاس، الذي كانت ثقته بالخطة الرئيسية للعملية مزعزعةً، في الاستفادة من عنصر المفاجأة وأخر تقدمه إلى أن شعر بوصول الدعم الكافي وبأنه قد تم حشد القوة اللازمة لبدء العملية.
أثناء ثبات لوكاس وتماسكه، قام المشير ألبرت كسلرنغ، القائد الألماني في الجبهة الإيطالية، بتحريك كل وحدة يمكنه الاستعانة بها في حلقة دفاعية حول رأس الجسر. وامتلكت وحدات المدفعية الخاصة به رؤيةً واضحةً لكل مواقع الحلفاء. وأوقف الألمان مضخات الصرف وأغرقوا الأهوار المستصلحة بالمياه المالحة، وخططوا للإيقاع بالحلفاء وهزيمتهم من خلال تعريضهم للإصابة بالملاريا بسبب قرصات البعوض في الأهوار. انهالت أمطار من القذائف على الشاطئ والأهوار والميناء، وأي هدف آخر يمكن ملاحظته من التلال لأسابيع عديدة، مع وجود قليل من التمييز بين المواقع الأمامية والخلفية.
بعد شهر من المعارك العنيفة وغير المحسومة، أُعفي لوكاس من مهامه وأعيد إلى الوطن. كان اللواء لوشين تراسكات، الذي قاد سابقًا فرقة المشاة الثالثة الأمريكية، بديلًا له. بدأ الحلفاء بالاستعداد للعملية في مايو، ولكن بدلًا من الهجوم على المناطق الداخلية لقطع خطوط الاتصال بين وحدات الجيش الألماني العاشر (الفيرماخت) التي تقاتل في مونتي كاسينو، وجه تراشكات قواته على مضض إلى الشمال الغربي نحو روما بناءً على أوامر كلارك، واستولى عليها في 4 يونيو 1944. تمكنت قوات الجيش الألماني العاشر المقاتلة في كاسينو من الانسحاب والانضمام إلى بقية قوات كسلرنغ في شمال روما نتيجةً لذلك، وأعادت رصّ صفوفها، قبل انسحابها للدفاع عن الموقع الرئيسي التالي على الخط القوطي.

## خلفية
تعثرت قوات الحلفاء بعد غزوها لإيطاليا في نهاية عام 1943، عند خط غوستاف، الخط الدفاعي الذي يمر عبر إيطاليا جنوبي روما، والتي كانت هدفًا رئيسيًا لقوات الحلفاء. أثبتت تضاريس وسط إيطاليا أهميتها كموقع دفاعي مثالي، واستغل المشير ألبرت كسلرنغ منها إلى أقصى حد.
صمم رئيس الوزراء البريطاني، ونستون تشرشل، عملية شينغل في ديسمبر 1943، بينما كان يتعافى من ذات الرئة في مراكش. تمثلت خطته في إنزال فرقتين في أنسيو، تتجاوزان القوات الألمانية في وسط إيطاليا، وتستوليان على روما، الهدف الاستراتيجي من معركة روما. وبحلول يناير، تعافى تشرشل واستمر بالإلحاح على قادته لتنفيذ خطة الهجوم خاصته، متهمًا إياهم بعدم الرغبة في القتال بل الاهتمام فقط بقبض الأجور وتناول الحصص. كان الجنرال هارولد ألكسندر، قائد جيوش الحلفاء في إيطاليا، قد درس بالفعل مثل هذه الخطة منذ أكتوبر باستخدام خمسة فرق بلًا عن فرقتين. ومع ذلك، لم يكن لدى الجيش الخامس لا القوات ولا الوسائل اللازمة لنقلهم. اقترح كلارك إنزال فرقة معززة لتحويل القوات الألمانية عن مونتي كاسينو، وبعكس التوقعات التي أشارت إلى فشل الإنزال الثاني أيضًا، استطاع تعزيز الجنود للاستمرار في عملية شينغل لمدة أسبوع إضافي أملًا باختراق كاسينو.
يقع رأس جسر أنسيو في الطرف الشمالي الغربي من منطقة الأهوار المستصلحة، والتي كانت تُعرف سابقًا باسم سبخات بونتين، المعروفة اليوم باسم حقول السبخات. كانت هذه الأهوار غير صالحة للسكن في السابق بسبب البعوض الذي يحمل الملاريا، ومنذ العصر الروماني كانت الجيوش تحاول عبور هذه الأهوار بأسرع ما يمكن أثناء سيرها على الطريق العسكري، فيا أبيا. تموضعت الأهوار بين البحر من جهة والجبال من جهة أخرى: مونتي ألباني ومونتي ليبيني ومونتي أوسوني وجنوبًا مونتى أورونشي (إذ توقف الحلفاء قبل مونتيكاسينو). وبشكل عام، يشار إلى هذه الجبال باسم مونتيلاتسيالي وجبال لاتسيو ولاتيوم القديمة. كان لدى الجيوش الغازية من الجنوب خيار عبور الأهوار أو اتخاذ الطريق الوحيد الآخر المؤدي إلى روما، طريق لاتينا، الذي يمتد على طول الفروع الشرقية لنهر مونتي لازيالي، مخاطرةً بالوقوع في فخ الإيطاليين. تحولت المستنقعات إلى أراض صالحة للزراعة في ثلاثينيات القرن الماضي تحت حكم بينيتو موسوليني.، إذ بُنيت قنوات ومحطات ضخ لإزالة المياه قليلة الملوحة من الأرض. وقسمت هذه القنوات الأرض إلى مساحات شخصية مع منازل حجرية جديدة للمستعمرين من شمال إيطاليا. وكانت جميع المدن الإيطالية الخمس التي تدمرت خلال الحرب من تأسيس موسوليني أيضًا.
عندما اختير الفبلق الثالث للوشين تراسكات لأول مرة للعملية، أشار إلى كلارك أن المنصب ليس أكثر من طريق للموت، ولن يكون هناك ناجون، فألغى كلارك العملية بعد حصوله على موافقة الرتبة الأعلى؛ غير أن رئيس الوزراء تشرشل أعاد إحياء هذه العملية من جديد. من الواضح اختلاف وجهات نظر الحليفين، إذ نظر الأمريكيون إلى مثل هذا الإنزال على أنه إلهاء آخر عن كاسينو، ولكن إذا لم يتمكنوا من اختراق كاسينو، فلن يستطيعوا إنقاذ الجنود المحاصرين في أنسيو، في حين تصوّر تشرشل والقيادة البريطانية العليا حركةً التفافيةً تنتهي بالاستيلاء على روما. ترك قائد جبهة البحر الأبيض المتوسط الجنرال دوايت دي أيزنهاور، الذي غادر لتولي قيادة عملية أوفرلورد، القرار لتشرشل، محذرًا إياه بعدم قدرتهم على توقع ردة فعل ألمانيا أو خطوتها القادمة.
دعت الخطة النهائية لوكاس لقيادة الفيلق السادس الأمريكي في عملية إنزال في منطقة أنسيو، تلاه تقدم إلى تلال ألبان، لقطع الاتصالات الألمانية و «تهديد الجزء الخلفي من فيلق البانزر الرابع عشر الألماني» بقيادة فرويدولين فون زينغر أوند إيترلين. كانت هناك آمال بأن يؤدي هذا التقدم إلى انسحاب القوات الألمانية بعيدًا عن منطقة مونتي كاسينو وتسهيل اختراق الحلفاء لها.